# Židovský hřbitov v Ivančicích
Židovský hřbitov v Ivančicích byl založen zřejmě do počátku 16. století. Nachází se asi 350 m severozápadně od Palackého náměstí, v Mřenkové ulici. Hřbitov je chráněn jako kulturní památka České republiky.
Na ploše 10 771 m2 se dochovalo kolem 1500 náhrobních kamenů (macev) s nejstarším čitelným z roku 1552. Mnohé z těchto náhrobků jsou velmi cenné. Dochovala se i zdejší novorománská obřadní síň od architekta Maxe Fleischera.[zdroj⁠?!] Hřbitov byl rozšířen v letech 1608, 1664 a 1878.
Ivančická židovská komunita byla jednou z nejstarších, největších a nejdůležitějších na Moravě. Přestala existovat v roce 1940 v důsledku holokaustu, nicméně na hřbitově se pohřbívalo i po válce. Židovská příjmení Eibenschütz, Eybenschütz, Eibschitz apod., odvozená od jména Ivančic, jsou rozšířena zejména v USA a v Izraeli.

## Fotogalerie

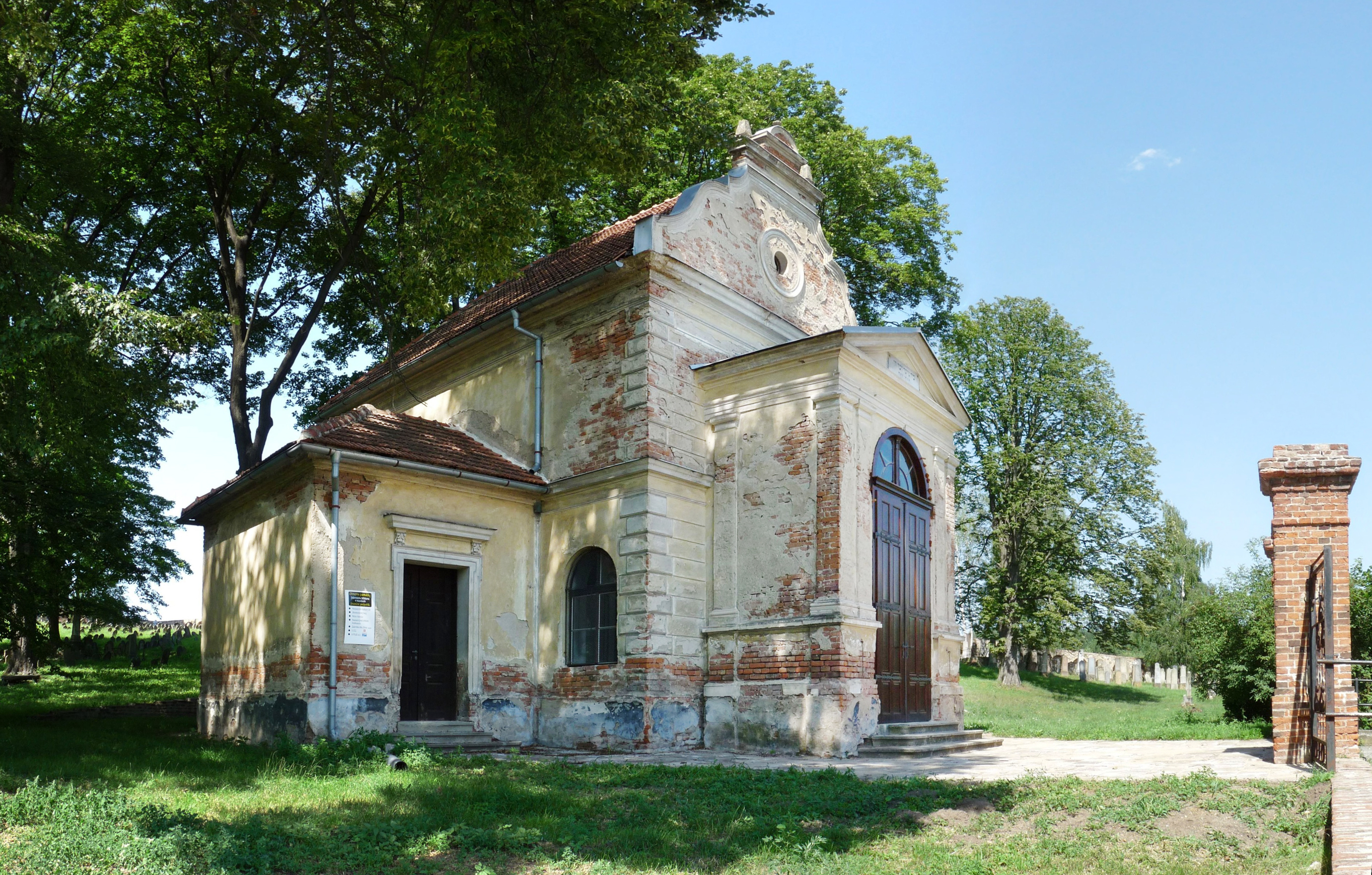
Obřadní síň
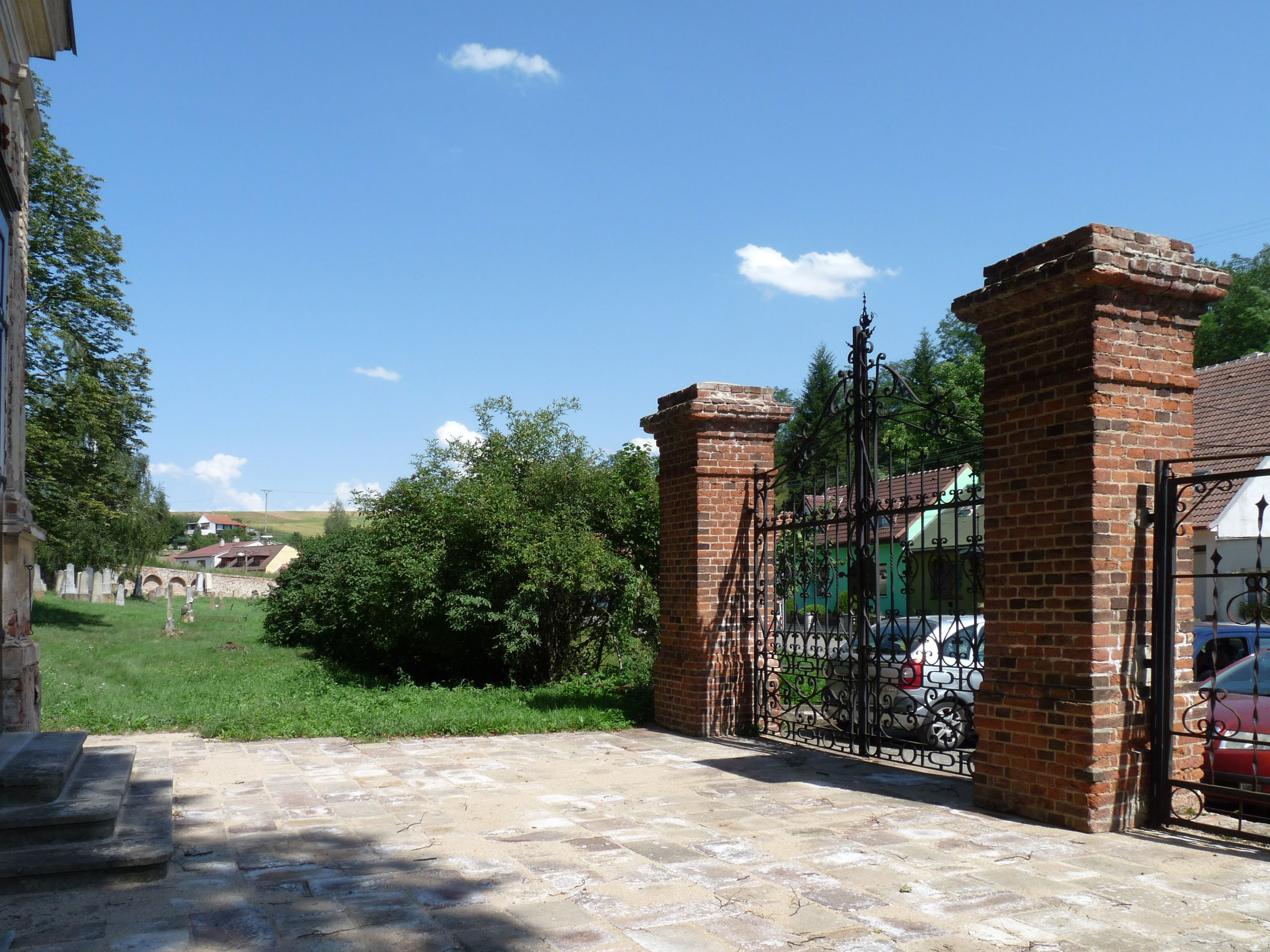
Vstupní brána
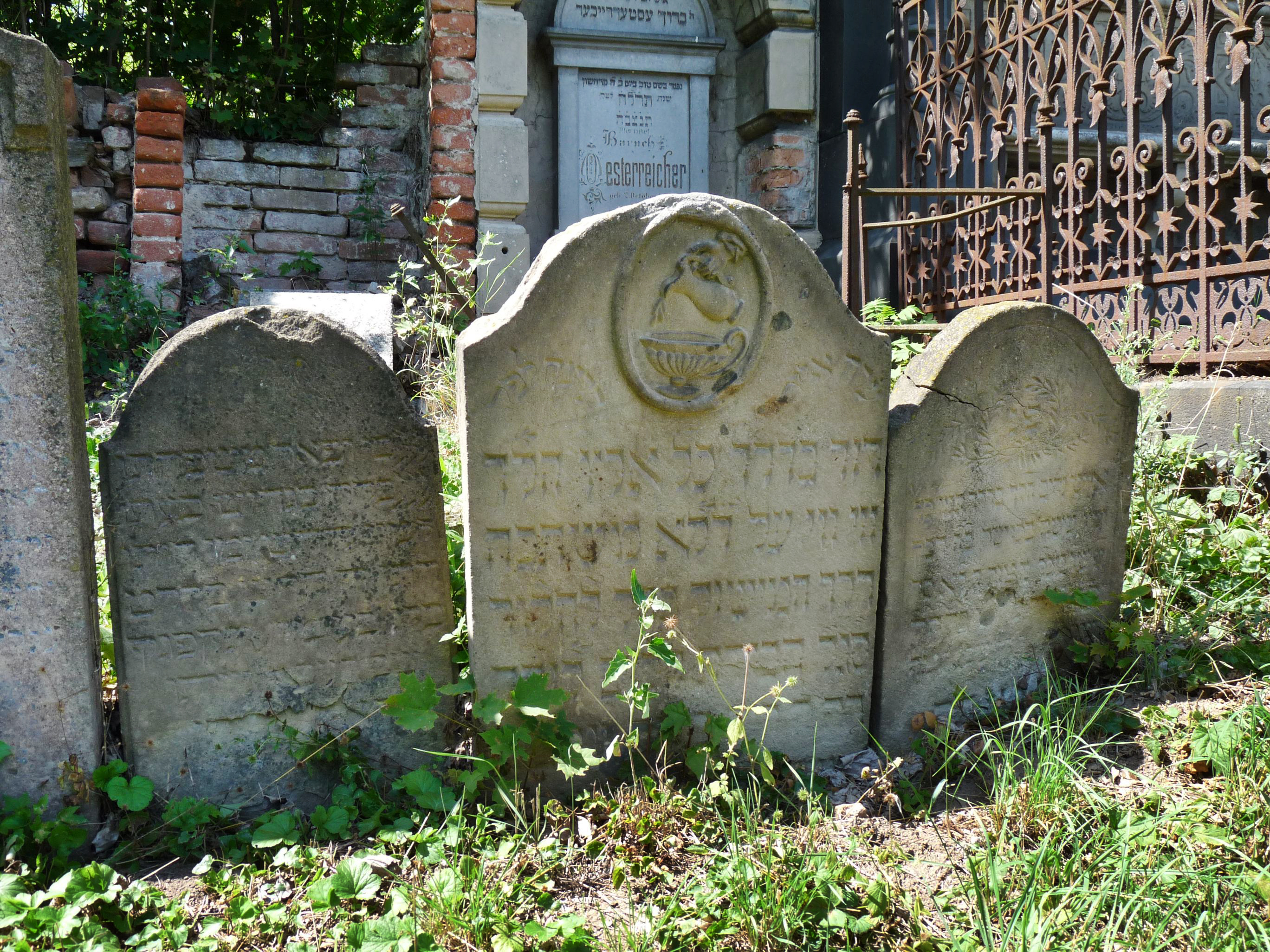
konvice na náhrobním kamenu